# Sofosbuvir/velpatasvir/voxilaprevir
Sofosbuvir/velpatasvir/voxilaprevir (nombre comercial Vosevi) es un medicamento combinado para el tratamiento de la hepatitis C. Combina tres medicamentos que actúan cada uno mediante un mecanismo de acción diferente contra el virus de la hepatitis C: sofosbuvir, velpatasvir y voxilaprevir. 
Vosevi fue aprobado por la Administración de Alimentos y Medicamentos en julio de 2017 y recibió una opinión positiva del Comité Europeo de Medicamentos para Uso Humano en junio de 2017.  Vosevi es vendido por Gilead Sciences. 